# 百済王勝義
百済王 勝義（くだらのこにきし しょうぎ）は、平安時代初期の公卿。従四位下・百済王元忠の孫、従五位上・百済王玄風の子。官位は従三位・宮内卿。

## 経歴
若くして大学寮で学び、文章道を非常に学習した。大同元年（806年）大学少允に任ぜられ、大同4年（809年）右京少進に転じる。
嵯峨朝に入り、弘仁6年（815年）蔵人兼左衛門大尉に任ぜられ、翌弘仁7年（816年）嵯峨天皇が水生野（現在の大阪府三島郡島本町山崎）で狩猟を行った際に勝義は陪従し、従七位下から八階昇進して従五位下に叙爵される。弘仁10年（819年）左衛門佐に昇格し、弘仁12年（821年）従五位上に叙せられるが、弘仁13年（822年）但馬守として地方官に転じた。
淳和朝では、美作守・右京大夫・左衛門督を務める傍ら、天長4年（827年）正五位下、天長6年（829年）従四位下と淳和朝中期に昇進した。
仁明朝初頭の承和2年（835年）従四位上に叙せられると、宮内卿を経て、承和6年（839年）には三階昇叙されて従三位となり公卿に列した。
年老いて致仕したのち、河内国讃良郡の山麓に閑居した。鷹狩を盛んに行い、長い療養生活の慰みとしたという。斉衡2年（855年）7月薨去。享年76。最終官位は散位従三位。

## 逸話
伴友足と同じ時に狩猟を行ったが、仕留めた獲物の扱いに関して、心の配りようがそれぞれ異なっていたとの逸話がある。同じ時に狩猟を行ったが、勝義が鹿を仕留めた際に必ずしもその肉を人に分け与えなかった一方、友足は御贄として天皇に献上し、その余りは遍く諸大夫に分け与え、一片の肉も残さなかった。そこで諸大夫らは戯れに、友足が閻魔大王の所に至り地獄へ送られたなら、我々が必ず救い脱出させるが、勝義が間違って浄土に送られたならば、我々が訴え出て地獄に送ってしまおう、と言ったという。

## 官歴
『六国史』による。
- 大同元年（806年） 2月：大学少允
- 大同4年（809年） 2月：右京少進
- 時期不詳：従七位下
- 弘仁6年（815年） 正月：蔵人兼左衛門大尉[6]
- 弘仁7年（816年） 2月20日：従五位下
- 弘仁10年（819年） 2月：左衛門佐
- 弘仁11年（820年） 正月：兼相模介
- 弘仁12年（821年） 10月：従五位上
- 弘仁13年（822年） 3月：但馬守
- 天長4年（827年） 正月：兼美作守。正月21日：正五位下
- 天長6年（829年） 2月：従四位下。2月：右京大夫
- 天長10年（833年） 11月：左衛門督
- 承和2年（835年） 正月7日：従四位上
- 承和4年（837年） 正月：兼相模守。6月23日：宮内卿、相模守如故
- 承和6年（839年） 2月25日：従三位
- 承和9年（842年） 正月13日：兼相模守、宮内卿如故
- 斉衡2年（855年） 7月：薨去（散位従三位）

## 系譜
- 父：百済王玄風[4]
- 母：不詳
- 妻：不詳
  - 女子：藤原諸葛室[7]